# Sophora lanaiensis
Sophora lanaiensis là một loài thực vật có hoa trong họ Đậu. Loài này được (Chock) Degener & I. Degener miêu tả khoa học đầu tiên năm 1971.